# Dewey William Johnson
Pour les articles homonymes, voir Johnson.
Dewey William Johnson (14 mars 1899 - 18 septembre 1941) était un avocat et homme politique américain du Minnesota. Johnson est né à Minneapolis et a fréquenté les écoles publiques locales, puis l'Université du Minnesota et le William Mitchell College of Law (à l'époque la YMCA Law School).
Après l'obtention de son diplôme de droit, il commence à travailler dans le secteur de l'assurance. Il est élu à la Chambre des Représentants du Minnesota en 1929 et poste qu'il occupe jusqu'en 1935. En 1934, il est perd l'élection au 74ème congrès. Après six ans de service à la Minnesota House, Johnson occupe le poste de sous-commissaire aux assurances et de commissaire des incendies de l'État. Une deuxième participation aux élections du Congrès en 1936 est couronnée de succès. Johnson est membre du Parti fermier-travailliste au 75e congrès (3 janvier 1937 - 3 janvier 1939). Cependant, en 1938 il perd l'élection au profit de Oscar Youngdahl, un républicain, ainsi qu'en 1940 à nouveau face à Youngdahl. Johnson reprend ensuite son activité d'assurance à Minneapolis et exploite une entreprise de vente de radio au détail. Il meurt à Minneapolis en 1941.